# Escudo de Murcia

Modelo del escudo de la ciudad de Murcia utilizado por el ayuntamiento en algunos elementos del mobiliario urbano, edificios y servicios.

El escudo de la ciudad de Murcia fue concedido por el rey Alfonso X el 14 de mayo de 1266, tres meses después de producirse la  conquista de la ciudad. La versión actualmente vigente está basada en un informe emitido por la Real Academia de la Historia el 21 de junio de 1968 y posteriormente aprobado por la Dirección General de la Administración Local de su Ayuntamiento.
La descripción que figura en el texto aprobado por la Dirección General de la Administración Local es la siguiente:

 En campo de gules un corazón de este color, fileteado de oro, y en torno a él la leyenda —Priscas novissima exaltat et amor— cargado de una lis y un león del propio metal. Sumado de corona real y acompañado de seis coronas, también de oro, en dos, en dos y dos; bordura de León y Castilla, en sus esmaltes, en dieciséis componentes. 
 Al timbre, corona real. 

El elemento central del escudo de la ciudad de Murcia es un corazón de color rojo, (blasonado de gules), adornado con un borde estrecho (filete) de color amarillo o dorado, de oro. En el borde puede leerse el lema: “Priscas Novissima Exaltat et Amor” (que en latín significa "La corona más nueva, y su correspondiente amor, enaltece a las anteriores"; traducción más académica y literal que la tradicional y errónea "Ensalzar y amar lo antiguo y lo nuevo") escrito en una cinta blanca, de plata, que rodea al corazón.  En su interior, cargado, figuran una flor de lis de color blanco y un león rampante de color amarillo o dorado. 
En el campo del escudo también aparecen representadas siete coronas reales cerradas,  una sobre el corazón y el resto a los lados. 
El escudo cuenta con una bordura, una pieza heráldica de diferente color (esmalte) al resto del campo del escudo que lo rodea en su interior por todos los lados. En el caso de la ciudad de Murcia, la bordura está compuesta por dieciséis cuadros alternados de diferente color (jaqueles o compones) con las armas de la Corona de Castilla. Muchas poblaciones que pertenecieron a la Corona de Castilla utilizan en sus escudos esta bordura, denominada bordura componada.
En el timbre del escudo aparece colocada una corona real cerrada con ocho diademas (cinco a la vista), empleada desde el reinado de Felipe V.
En la enseña y las armas que fueron concedidos por Alfonso X figuraban cinco coronas, emblema que también sería del Reino de Murcia al ser éste el quinto reino conquistado por Castilla tras Toledo, Jaén, Córdoba y Sevilla. El 4 de mayo de 1361, el rey Pedro I de Castilla concedió a la ciudad mediante un privilegio la sexta corona y la bordura componada.
El 14 de febrero de 1575 el Concejo de Murcia pidió al rey Felipe II situar un corazón en el blasón, como muestra de lealtad que mantuvo la ciudad con el rey Alfonso X y por el hecho de que en ella descansan sus entrañas por disposición testamentaria, demanda que fue atendida por el monarca. 
El 16 de septiembre de 1709, Felipe V otorgó a la ciudad la flor de lis, un león rampante coronado y el lema escrito en una cinta con forma de corazón, en reconocimiento al apoyo que le prestó la ciudad durante la Guerra de Sucesión.
En la actualidad el Ayuntamiento utiliza una versión del escudo con un diseño simplificado, propio de un logotipo, en la que ha sustituido las coronas reales abiertas del campo del escudo (características del periodo medieval) por otras cerradas, y ha sustituido el color amarillo de los castillos y de las coronas de los leones incluidos en la bordura para utilizar únicamente los colores blanco y rojo dentro de esta. No obstante, el Ayuntamiento parece haber realizado una apuesta por recuperar el escudo heráldico desde la entrada de la nueva Corporación en junio de 2023, presidiendo el acto institucional de entrega de Honores y Distinciones el 12 de mayo de 2024, y situándolo en varios lugares de la Casa Consistorial.
El escudo de la ciudad de Murcia aparece situado en la parte central de su bandera.